# 葉月絵理乃
葉月 絵理乃（はづき えりの、1975年8月3日 - ）は、日本の女性声優、ネイルアーティスト。以前はアクセントに所属していた。

## 経歴
中学では小さいころから菓子作りが好きだったことから家庭科部に入部し、ケーキや菓子をよく作っていた。高校は女子校で、友人に連れられて芝居を観に行ったことがきっかけになり演劇部に入部した。3年生のときの文化祭では脚本も担当したが、それまでの評判から初日は閑古鳥が鳴いた。しかし「今回は素晴らしい」と口コミで広がり、翌日は満席となった。高校卒業後は、読書や朗読が好きだったこと、槇大輔のナレーションをテレビで聞いたことなどから役者よりもナレーターを目指す。
下積み時代のアルバイトは時給の良さからパソコンのデータ入力をよくしていた。結婚式場で事務系のアルバイトをしていたとき、新婦のモデルを度々任されたという。ウエディングドレスを着たり結婚式を何度も経験したため、式自体には憧れはないと話す。
一時期神谷明の冴羽商事に所属、冴羽商事退所後はフリーになるが『七人のナナ』への出演決定を機にアクセントの所属になる。アニメ『ARIA』シリーズのヒロイン・水無灯里役に抜擢され、多くの人にその名が知られるようになる。ほんわか・やんわりとした声が魅力。

## 人物
中学時代から寝る前に『JET STREAM』を毎晩聴いていたが、城達也の降板を機に聴かなくなったという。
声種はソプラノ。
趣味はアロマテラピー、ティータイムなど。特技はタロット占い、アロマテラピーマッサージなど。JNAネイリスト技能検定1級の資格を持つ。
ハワイが大好き。ただし泳ぐことはしないという。犬のシーズーを飼っていて、名前は幸運を呼び込む石ラピスラズリからとったラピス。12歳（2007年2月現在）。

## 出演
太字はメインキャラクター。

### テレビアニメ
2002年
- 七人のナナ（木枯えりの、女子生徒A）
- プリンセスチュチュ（まれん、うずら、生徒たち、女子生徒）

2004年
- SDガンダムフォース（コア、オペレーターB）
- ごくせん（女子高生）

2005年
- ARIA シリーズ（2005年 - 2008年、水無灯里） - 3シリーズ

2006年
- 牙 -KIBA-（エルメイダ、ジュレ、アイシャ）
- となグラ!（神楽まりえ）

2007年
- がくえんゆーとぴあ まなびストレート!（生徒）
- 京四郎と永遠の空（博士愛人）
- 人造昆虫カブトボーグ V×V（千賀子）
- ナイトウィザード The ANIMATION（ロンギヌス）
- BLUE DRAGON（2007年 - 2009年、クルック） - 2シリーズ
- ロミオ×ジュリエット（娘）
- DARKER THAN BLACK -黒の契約者-（マユコ）

2008年
- あかね色に染まる坂（橘ミコト）
- 今日の5の2（田中ハルカ、男子児童B）
- 薬師寺涼子の怪奇事件簿（益子美奈）

2009年
- 蒼天航路（鄒氏）
- DARKER THAN BLACK -流星の双子-（マユコ）
- まりあ†ほりっく（2009年 - 2011年、菜鶴真紀） - 2シリーズ

2010年
- 裏切りは僕の名前を知っている（吉野栞）
- はなまる幼稚園（山本先生）

2011年
- GOSICK -ゴシック-（久城瑠璃）
- たまゆら シリーズ（2011年 - 2013年、志保美りほ） - 2シリーズ
- よんでますよ、アザゼルさん。（ヘビちゃん、あきこ）

2013年
- ささみさん@がんばらない（ミッちゃん（仮））

2016年
- あまんちゅ!（2016年 - 2018年、水無茜） - 2シリーズ

### 劇場アニメ
- フイチンさん（2004年、カーチャ / ウイ家姉）
- ARIA The AVVENIRE（2015年、水無灯里[9]）
- ARIA The CREPUSCOLO（2021年、水無灯里）
- ARIA The BENEDIZIONE（2021年、水無灯里[10]）

### OVA
2007年
- ARIA The OVA 〜ARIETTA〜（水無灯里）

2009年
- あかね色に染まる坂 ハードコア（橘ミコト）
- OAD 今日の5の2 放課後（田中ハルカ）
- ちゃとらとはちわれ（ナレーション、ムギ、ぽっぽ 他）

2010年
- うみものがたり 〜あなたがいてくれたコト〜（子ジュゴン）
- たまゆら（志保美りほ）

2015年
- たまゆら〜卒業写真〜（志保美りほ）

### ゲーム
2001年
- AI麻雀2002（女性）

2002年
- 絶体絶命都市（比嘉春彦）

2004年
- 召しませ浪漫茶房（吹月葵）

2005年
- ブロックス倶楽部 with バンピートロット（バジル）
- ポンコツ浪漫大活劇バンピートロット（バジル）

2006年
- ARIA The NATURAL 〜遠い記憶のミラージュ〜（水無灯里）

2007年
- ドラえもん のび太の新魔界大冒険DS（美夜子）

2008年
- あかね色に染まる坂 ぱられる（橘ミコト）
- ARIA The ORIGINATION 〜蒼い惑星のエルシエロ〜（水無灯里）

2009年
- あかね色に染まる坂 ぽーたぶる（橘ミコト）
- L2 Love×Loop（ノア）

2012年
- 嫁コレ（水無灯里）

2016年
- ARIA 〜AQUA RITMO〜（水無灯里）

### 吹き替え
- ヘラクレス（女子生徒）

### ラジオ
- ARIA The STATION Neo VENEZIA INFORMALE（音泉 / アニメイトTV）
- ARIA The STATION Due（音泉 / アニメイトTV）
- ARIA The STATION Tricolore（音泉 / アニメイトTV）
- 佳奈・絵理乃・教子のビューティーブラックバス（JAM STATION 2004年7月 - 2005年11月）
- ARIA The STATION SPECIAL（音泉：2008年5月29日 - 7月10日）
- ARIA The Station Memoria（音泉：2015年12月23日 - 2016年6月22日）[14]

### CD
- ARIA The ANIMATION ドラマCD I BLUE / II RED / III ORANGE（水無灯里）
- ARIA The NATURAL ドラマCD I / II・Vocal Song Collection（水無灯里・後期エンディング主題歌『Smile Again』 / ウンディーネ娘 feat.アリア社長『でっかいシアワセです』）
- ARIA 〜ピアノ・コレクション〜 スタジオーネ -季節-（水無灯里）
- 裏切りは僕の名前を知っている2 ドラマCD（吉野栞）
- 桜蘭高校ホスト部 ドラマCD（伽名月麗子）
- おひざで寝るの! 〜autunno intermezzo〜（木暮夕奈[15]）
- 今日の5の2 ドラマCD 第1巻（男子生徒）
- 今日の5の2 ドラマCD 第2巻（田中ハルカ）
- 紅心王子 ドラマCD（小梅田花）
- サナリカ おはなしCD ふたつめ（笠倉花梨）
- となグラ! ドラマCD 神楽家SIDE / 有坂家SIDE・となりぐらしDiscography!・キャラクターミニアルバム『まりえ&ニーナ』・オープニング主題歌シングル（神楽まりえ・キャラクターソングまりえ『estate』 / まりえ&初音『問：純愛ですか?』・キャラクターソングまりえ『ひとりごと』・香月&初音&まりえ&ニーナ&ちはや『DRAMATIC☆GIRLY』 / まりえ&ニーナ『唐突フレンドリー』）
- 放課後保健室 ドラマCD（藤島紅葉）
- 百歌声爛 -女性声優編II-（2009年1月23日）

### イベント
2000年
- S@VAフェスタ2000（冬） / JAM STATION & ANICOMTV LIVE

2005年
- ARIA The ANIMATION OP&ED発売記念イベント・DVD発売記念イベント（池袋・秋葉原・名古屋）

2006年
- ARIA The NATURAL『DVD発売記念イベント』（池袋・秋葉原）
- サイン会（ジーストア名古屋・大阪&ジーゾーン神戸三宮）
- 渋谷アニメ祭り
- すたちゃまにあ全員集合! 〜春の公開録音〜
- 東京国際アニメフェア2006（ARIA&サイン会）

2007年
- ARIA The OVA 〜ARIETTA〜発売記念イベント「La festa di ARIA」（築地）
- ARIA The CONCERT（日本青年館）

### 実写
- 花の声優界! スター☆ボウリング 人生投げずに玉投げて。みなさまのおかげサマーですSP（2007年8月19日、AT-X）

### 雑誌
- 月刊アニメージュ
- hm3 SPECIAL
- 声優グランプリ
- ARIA The ANIMATION STARTER BOOK
- 電撃G's magazine
- アニカン
- ARIA PERFECT GUIDE BOOK

### ナレーション
※ 企業関係多数